# Адмиралтейский округ
Адмиралте́йский о́круг (ранее МО № 3) — муниципальный округ в составе Адмиралтейского района Санкт-Петербурга. Расположен в историческом центре Санкт-Петербурга. Глава муниципального образования — Кебелеш Пётр Михайлович.

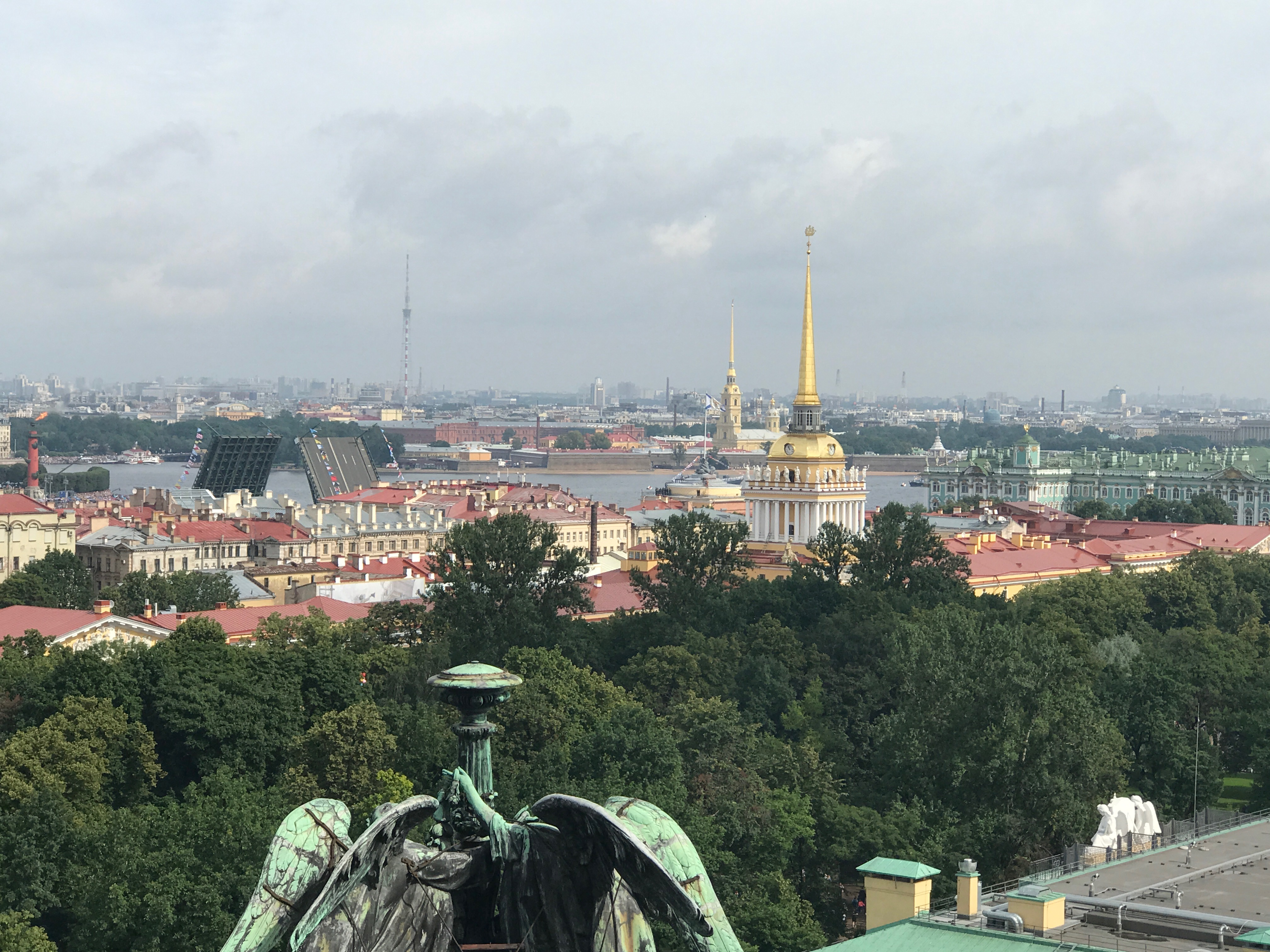
Адмиралтейство

В округе издается муниципальная газета «Адмиралтейский вестник».

## Границы округа
Территория МО Адмиралтейский округ определяется границей, проходящей: от Вознесенского проспекта по оси Садовой улицы до Крюкова канала, далее по оси Крюкова канала до реки Мойки, далее по оси реки Мойки, включая остров Новая Голландия, до Ново-Адмиралтейского канала, далее по оси Ново-Адмиралтейского канала до реки Большой Невы, далее по оси реки Большой Невы до Дворцового моста, далее по Дворцовому мосту, осям Дворцового проезда, Адмиралтейского проспекта до Гороховой улицы, далее по оси Гороховой улицы до реки Мойки, далее по оси реки Мойки до переулка Антоненко, далее по оси переулка Антоненко до Казанской улицы, далее по оси Казанской улицы до Фонарного переулка, далее по оси Фонарного переулка до канала Грибоедова, далее по оси канала Грибоедова до Вознесенского проспекта, далее по оси Вознесенского проспекта до Садовой улицы.

## Население
| 2002    | 2010    | 2012    | 2013    | 2014    | 2015    | 2016    | 2017    | 2018    |
| ------- | ------- | ------- | ------- | ------- | ------- | ------- | ------- | ------- |
| 30 533  | ↘22 634 | ↗23 090 | ↗23 134 | ↗24 807 | ↘24 499 | ↘23 452 | ↗23 572 | ↗23 593 |
| 2019    | 2020    | 2021    | 2023    | 2024    | 2025    |         |         |         |
| ↘23 331 | ↘23 084 | ↗24 542 | ↘24 189 | ↘23 945 | ↗23 971 |         |         |         |

## История
Название, как и у всего Адмиралтейского района Санкт-Петербурга, связано с Главным Адмиралтейством – символом морской славы России, заложенным еще при Петре I в 1704 году.
К 1713 году вокруг Адмиралтейской верфи постепенно сформировалась слобода – рабочий поселок, где селились корабельные мастера, моряки и чиновники флота.
Это было тесное скопление деревянных домов, мастерских и амбаров, где жили и работали:
- корабельные плотники (их селили ближе к верфи);
- парусных и канатных дел мастера (их мастерские тянулись вдоль Пряжки);
- кузнецы и литейщики (кузницы стояли в районе нынешней Галерной улицы);
- иностранные специалисты – голландцы и англичане селились компактно (отсюда позже появилась Английская набережная).

Дома слободы строились хаотично и часто горели в пожарах, а улицы представляли собой грязные проезды между заборами (каменное мощение улиц появится только в 1720-х годах).
Центром жизни была “Адмиралтейская площадь” (ныне Александровский сад), где объявляли указы и проводили смотры рабочих.

Именно здесь впервые в Петербурге появились “слободские старосты” – выборные от рабочих, что позже повлияло на систему городского самоуправления. В «Переписи работных людей Адмиралтейства 1717 года» сохранились имена первых старост: Иван Мошкин (от плотников) и Карп Водкин (от кузнецов).